# ミルシート
ミルシート（英: Mill Test Report, Mill Test Certificate）は、鋼材の材質を証明する添付書類のこと。鉄鋼メーカーが鋼材製品を納入時に発注者へ発行する証明書のことをミルシートと呼ぶのが日本では一般的である。内容は鋼材の機械的性質や化学成分などで、注文により生産したロットごとに規格値と製造実績値が記載される。
工場や製作所（mill）が発行する書（sheet）という意味からミルシートと呼ばれ、主に日本で呼ばれる和製英語である。通常、鋼材検査証明書（inspection certificate）という名称で発行され、発注者の要求に応じ鋼材とともに交付される。ミルシートは鋼材の品質を保証する唯一の書類であるがために、流通の過程においてもミルシートの写しが、商社や鋼材問屋などの鋼材販売業者の証明とともに最終需要家に届くことになる。
主要構造物等においては、鋼製作物について鋼材検査証明書を求められる。公の工事においては、鋼材検査証明書は工事の発注者に提出しなければならない書類の一つである。土木工事共通仕様書 第２編第１章第２節には、証明書類の整備保管が義務付けられ検査時には提出が、それ以前においても必要に応じ監督職員への提示が求められる。特に重要な材料として列記されているものについては、事前に監督職員に提出し、監督職員の確認を受けなければならないと規定している。

## 内容
需要家名または商社名、注文者名、紹介番号、証明書番号、工事番号、契約番号などの一般事項のほか、製造実績値を表形式で寸法（板厚などを含む）、員数、質量、化学成分、引張試験値などが規格値と対比して記載される。
- 化学成分欄
一般に、5元素（C，Si，Mn，P，S）の割合が記載される。材質によりCu，Ni，Cr，Mo，V，Nbなどの欄も記載される。
- 引張試験欄
降伏点または耐力（N/mm2）、引張り強さ（N/mm2）、伸び（％）など。